# Otto Schelper

Porträt Otto Schelper um 1880

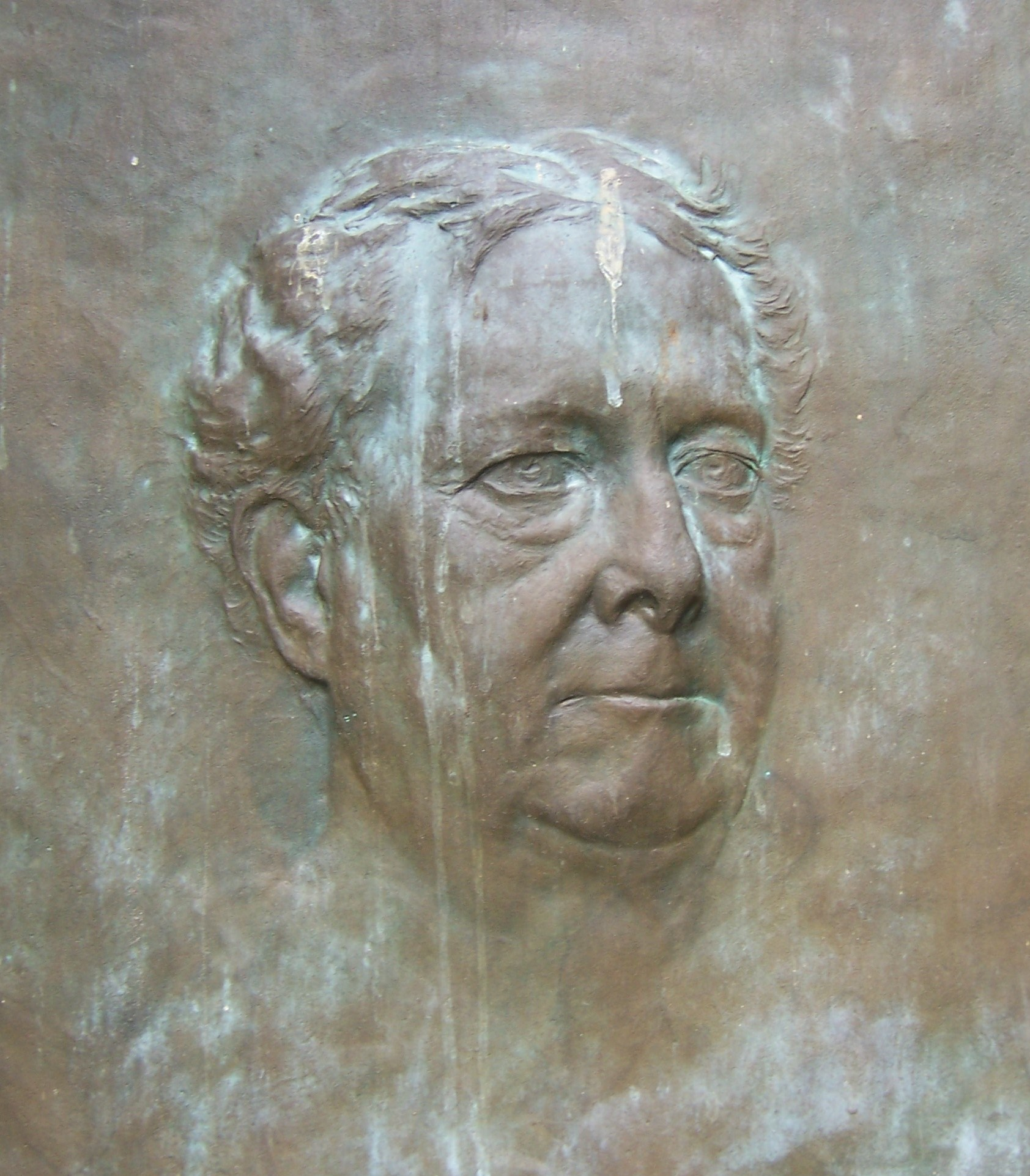
Otto Schelper, Portraitrelief von Max Lange, 1907

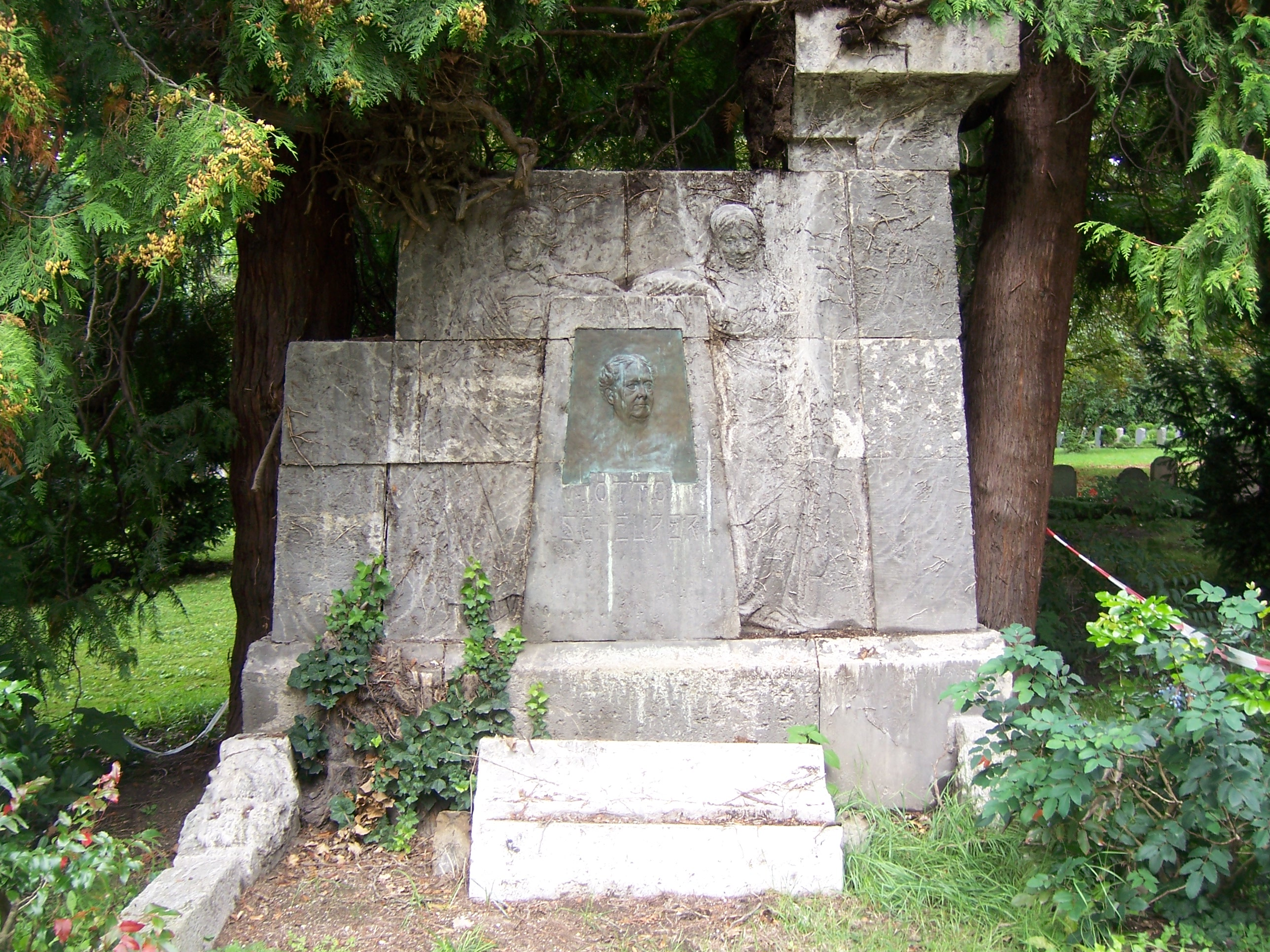
Grabstätte Otto Schelper

Otto Schelper, eigentlich Peter Johann Christian Otto Buck (* 10. April 1844 in Rostock; † 10. Januar 1906 in Leipzig) war ein deutscher Opernsänger (Bariton).

## Leben
Bereits im Alter von acht Jahren stand für den Sohn eines musikalischen Gerichtsbeamten fest, die Bühnenlaufbahn einzuschlagen. Nach Abschluss der Volksschule absolvierte er zunächst eine Ausbildung zum Kaufmann. Seine ganze Neigung gehörte jedoch dem Schauspiel und dem Gesang. Als der Rostocker Theaterdirektor Heinrich Behr 1860 nach Bremen wechselte, ging Schelper mit ihm an das dortige Stadttheater und ließ sich vom ersten Tenor Joseph Eichberger ausbilden. Während dieser Zeit trat er als Chorsänger auf. Schelper debütierte mit der Oper Martha von Friedrich von Flotow. Stationen seiner Sängerkarriere waren Köln (1864), Bremen (1867), die Berliner Hofbühne (1870/71) und wiederum Köln.
1876 wurde er für die Leipziger Bühne verpflichtet und blieb ihr bis zu seinem Tode treu. Gemäß seinem Wahlspruch: „Ein Mann muss männlich singen!“, feierte er als Heldenbariton, der jedoch auch mühelos Basspartien übernehmen konnte, große Erfolge. Mit seiner energischen Meisterschaft machte er sich besonders als Wagner-Interpret im tragisch-pathetischen Fach einen Namen, aber auch die leiseren, lyrischen Partien beherrschte er. Besonders gerühmt wurde sein darstellerisches Können, mit dem er seinen Rollen Leben einzuhauchen vermochte.
1878 sang er unter Angelo Neumann den Wotan und den Wanderer in der Leipziger Erstaufführung von Wagners Opernzyklus Der Ring des Nibelungen. 1881 gastierte er mit dieser Rolle in Berlin. 1882 sang Schelper als Mitglied von Neumanns wanderndem Wagner-Ensemble während einer Europatournee bei der Uraufführung des Ring-Zyklus in London. 1884 glänzte er unter Victor Ernst Nessler in der Rolle des Kirchdorfer bei der umjubelten Uraufführung der Oper Der Trompeter von Säckingen am Carolatheater. In den Münchener Mustervorstellungen von 1894 sang er mit größtem künstlerischen Erfolg den Alberich und den Kurvenal. Auch als Konzertsänger konnte Schelper Erfolge feiern. 1875 trat er als Bass-Solist bei der deutschen Erstaufführung des Verdi-Requiems in Köln auf. Noch wenige Tage vor seinem Tod stand der Sänger in Leipzig auf der Bühne. Otto Schelper wurde auf dem Südfriedhof in Leipzig beerdigt. Freunde und Verehrer stifteten ihm 1907 ein künstlerisch aufwendiges Grabmal mit Portraitmedaillon, das der Bildhauer Max Lange schuf. Dort wurde auch seine Frau, die Koloratursopranistin Anna Schelper geborene Marek, beigesetzt.

## Kritiken
„Eine Charaktergestalt unter den deutschen Baritonen, wie Reichmann in Rostock geboren, war Otto Schelper, über ein Viertel Jahrhundert vergötterter Heldenbariton, Baritonheros, wie ihn ein dortiges Blatt gern nannte, der Leipziger Oper. Man setzt sich heute noch der Entrüstung Unkundiger aus, wenn man auf den grundlegenden Unterschied zwischen der Art anderer erster Meister und der seinen hinweist. Fachmännisch gesprochen kann man nicht sagen, daß er im herkömmlichen Sinne seine Rolle gespielt habe; er stand über ihr, spielte mit ihr, spielte sich selbst im Abenteuer des betreffenden Bühnenvorgangs, während jene in ihrer Rolle lebten und sich darin verwandelten. Das ließen zahllose Einzelheiten erkennen. Z. B. Rossinis Barbier in der Stretta seines Auftrittsgesanges; wenn Schelper da mit verblüffender Behendigkeit im Presto sein ‚Ah, bravo, Figaro!‘ heruntersang, stand er dabei wie eine Statue, ‚Beine geschlossen, Hände an der Hosennaht‘, nichts bewegte sich an ihm, nur mit unheimlicher Schnelligkeit die ganz lose gehaltene Kinnlade, was als abenteuerlicher Gegensatz natürlich um so mehr hervortrat. Ging dann der alte Bartolo aus seinem Hause heraus bedächtig um die Straßenecke, so machte Figaro, sich tief bückend, dicht hinter ihm das Kläffen eines Hündchens nach, so daß jener mit einem täppischen Sprung in komischer Eile davonhumpelte. Eine Maske im Sinn eigentlicher Verwandlung machte Schelper nicht, konnte es auch kaum; denn das Auge, wie man gewöhnlich sagt, oder vielmehr was man damit meint, die es umgebende Gesichtsmuskulatur, war von so sprechendem Ausdruck, daß Bart, Falten, Haaransatz, Kopfschmuck, dagegen wenig ausrichteten. Mitspielern hergebrachter Art, ohne eigene Note, konnte dieses beständige Durchleuchten der stark betonten Persönlichkeit gefährlich werden. Wenn er im Lohengrin mit Fanny Moran-Olden zusammen das dunkle Prinzip im Gegenspiel vertrat, so war bei der lange gewöhnten Besetzung die ganze blonde Lichtalbengesellschaft (Sthamer und Lederer) mitsamt dem gemütlichen König Heinrich (Grengg) vollständig an die Wand gedrückt. Wenn Schelper nicht einen seiner, die Bewegung auffällig hemmenden Gichtanfälle hatte, konnte er ungemein behende sein. Als Helling tanzte er im Glauben, Konrad tödlich verletzt zu haben, höhnisch auflachend wie ein echter Kobold auf einem Bein, und nichts ist bezeichnender als die Äußerung eines alten Leipzigers, als Perron in seiner tief schwermutsvollen Art zum erstenmal die Partie gesungen: ‚Gut ist der Perron (Pärrong) auch, aber’s Bestialische hat er doch nich so ‚raus!‘ Neben dem Heldenfach vertrat Schelper vielfach das des Spielbaritons, und hier waren die Naturburschen sein Sondergebiet wie der lustige Ambrosio in Weber-Mahlers Drei Pintos. Wenn im Text eine schwächere Stelle kam, entfaltete Schelper da langsam ein Taschentuch mit vier verschiedenfarbigen Eseln, das der Heiterkeit wieder auf die Beine half. Am ungeschminktesten lebte er seine frohe Laune, die vom Leben des Tages so oft mit vollstem Grunde getrübt war, in der Zauberflöte aus. Niemand erwehrte sich des Lachens, wenn er die weißbemäntelten alten Isispriester ironisch untertänig ‚Hochwürden Herr Pfarrer!‘ betitelte oder dem einen, der Papagena aus seiner Gesellschaft fortholt, es war ein Künstler, der damals seine später so große Laufbahn klein begann — mit unwiderstehlicher Natürlichkeit zurief: ‚Mischen Sie sich gefälligst nicht in meine Familienangelegenheiten, lieber Knüpfer! Knüpfen Sie lieber ein Eheband zwischen mir und dieser jungen Dame!‘ — Es wäre schwer, durch noch so viele Einzelheiten von der Bühnenwirkung, die Schelpers Persönlichkeit eigen war, den rechten Begriff zu geben. Und den allermeisten ward seine Eigenart gerade als solche nicht bewußt; man gewöhnte sich, diese oft außerhalb landläufiger Spielkunst stehende Wiedergabe einfach als die höchste Stufe solcher anzusehen. Schelpers Bühnenperson war, was die Schulseelenkunde eine sthenische Natur nennt, das heißt alle seine Affekte äußerten sich nach der tätigen, kraftvollen Seite, selbst Verzweiflung und äußere Gebrochenheit. Er blieb immer mitten im Leben und Tun. Als überführter Pizarro ging er mit dem Gesichtsausdruck ab: Verflucht, das nächste Mal mach’ ich’s schlauer! Von seinem zerknickten Alberich war man überzeugt: der fängt die Sache jetzt von vorne an! Was sein helles, im höchsten Grad metallisches Organ anlangt, dessen Wucht er durch eine wie in Erz gemeißelte Aussprache, doch ohne jedes Zerhacken der melodischen Linie, noch verstärkte, so sprachen manche von einem ‚Knödel‘. Daß es von einem solchen im eigentlichen Sinne weit entfernt war, bewies schon seine Unermüdbarkeit und die leichte Ansprache des reinen Kopftons in der Mezzosopranlage, die er in dem Buffoterzett der Drei Pintos als ‚Braut‘ ausgiebig anwandte.“

Tondokumente
Otto Schelper hinterließ mindestens eine Aufnahme für Nicole Records (Leipzig 1903), auf der er das Trinklied des Falstaff aus Otto Nicolais "Die lustigen Weiber von Windsor" singt.